# Cuneo Volley 2022-2023
Questa voce raccoglie le informazioni riguardanti il Cuneo Volley nelle competizioni ufficiali della stagione 2022-2023.

## Stagione
Nella stagione 2022-23 il Cuneo Volley assume la denominazione sponsorizzata di BAM Acqua S.Bernardo Cuneo.
Partecipa per la quarta volta, la terza consecutiva, al campionato di Serie A2, chiudendo la regular season al nono posto in classifica.
A seguito dell'ottavo posto in classifica al termine del girone di andata, si qualifica per la Coppa Italia di Serie A2, dove viene eliminato nei quarti di finale dalla Callipo.

## Organigramma societario
Area direttiva
- Presidente: Gabriele Costamagna
- Presidente Onorario: Vito Venni
- Vicepresidente: Adriano Giornada
- Direttore Generale e Marketing: Davide Bima
- Team Manager: Silvia Canale
- Direttore Tecnico Settore Giovanile: Francesco Revelli
- Responsabile Settore Giovanile: Daniele Vergnaghi

Area tecnica
- Allenatore: Massimiliano Giaccardi (fino al 14 marzo 2023), Francesco Revelli (dal 15 marzo 2023)
- Allenatore in seconda: Lorenzo Gallesio
- Scout Man: Dario Sampò
- Settore Giovanile: Alessandro Marino

Area comunicazione
- Responsabile Comunicazione: Stella Testa
- Speaker: Mario Piccioni
- Telecronista: Marco Dutto

Area sanitaria
- Medico: Corrado Biolè, Matteo Parola
- Fisioterapista: Alberto Santoro, Gianlorenzo Santoro
- Osteopata: Roberta Ferrero, Francesco Gaccione

## Rosa
| N° | Nome                | Ruolo | Data di nascita   | Nazionalità sportiva |
| -- | ------------------- | ----- | ----------------- | -------------------- |
| 1  | Luca Cardona        | O     | 18 dicembre 2003  | Italia               |
| 2  | Lorenzo Codarin     | C     | 3 settembre 1996  | Italia               |
| 3  | Simone Parodi       | S     | 16 giugno 1986    | Italia               |
| 4  | Tim Köpfli          | S     | 14 maggio 1996    | Svizzera             |
| 5  | Lorenzo Esposito    | P     | 29 maggio 2003    | Italia               |
| 6  | Filippo Lanciani    | C     | 11 aprile 2000    | Italia               |
| 7  | Matteo Pedron       | P     | 14 luglio 1992    | Italia               |
| 8  | Andrea Santangelo   | O     | 19 novembre 1994  | Italia               |
| 9  | Mattia Lilli        | L     | 8 settembre 2002  | Italia               |
| 10 | Luca Chiapello      | S     | 10 luglio 2002    | Italia               |
| 11 | Iacopo Botto        | S     | 22 settembre 1987 | Italia               |
| 12 | Francesco Bisotto   | L     | 20 maggio 2002    | Italia               |
| 18 | Nicholas Sighinolfi | C     | 11 agosto 1994    | Italia               |

## Mercato
| Acquisti | Acquisti          | Acquisti        | Acquisti   |
| R.       | Nome              | da              | Modalità   |
| -------- | ----------------- | --------------- | ---------- |
| S        | Luca Chiapello    | Virtus Fano     | definitivo |
| P        | Lorenzo Esposito  | Gioia del Colle | definitivo |
| S        | Tim Köpfli        | Lucerna         | definitivo |
| C        | Filippo Lanciani  | M&G             | definitivo |
| S        | Simone Parodi     | Emma Villas     | definitivo |
| S        | Andrea Santangelo | Impavida Ortona | definitivo |

| Cessioni | Cessioni          | Cessioni            | Cessioni   |
| R.       | Nome              | a                   | Modalità   |
| -------- | ----------------- | ------------------- | ---------- |
| O        | Leo Andrić        | Woori WON           | definitivo |
| P        | Luca Filippi      | Savigliano          | definitivo |
| O        | Wagner da Silva   | Rinascita Lagonegro | definitivo |
| S        | Alessandro Preti  | Libertas Brianza    | definitivo |
| C        | Lorenzo Rainero   | Savigliano          | definitivo |
| S        | Alessio Tallone   | Callipo             | definitivo |
| S        | Niccolò Vergnaghi | Bocconi             | definitivo |

## Risultati

### Serie A2

#### Girone di andata
| 1ª Giornata - 9 ottobre 2022 PalaSanFilippo, Brescia                  | Atlantide Brescia | 3 - 1 | Cuneo               | 23-25, 25-16, 25-19, 25-19       |
| 2ª Giornata - 16 ottobre 2022 PalaCastagnaretta, Cuneo                | Cuneo             | 3 - 0 | Motta               | 25-23, 25-22, 26-24              |
| 3ª Giornata - 19 ottobre 2022 PalaFrancescucci, Casnate con Bernate   | Libertas Brianza  | 3 - 1 | Cuneo               | 21-25, 25-23, 25-19, 25-21       |
| 4ª Giornata - 23 ottobre 2022 PalaCastagnaretta, Cuneo                | Cuneo             | 3 - 2 | Rinascita Lagonegro | 21-25, 25-17, 21-25, 25-12, 15-9 |
| 5ª Giornata - 29 ottobre 2022 PalaCastagnaretta, Cuneo                | Cuneo             | 3 - 1 | Porto Robur Costa   | 25-19, 21-25, 26-24, 25-18       |
| 6ª Giornata - 6 novembre 2022 Palazzetto dello Sport, Porto Viro      | Porto Viro        | 3 - 1 | Cuneo               | 28-26, 25-15, 19-25, 25-16       |
| 7ª Giornata - 12 novembre 2022 PalaCastagnaretta, Cuneo               | Cuneo             | 3 - 0 | Callipo             | 30-28, 25-23, 25-21              |
| 8ª Giornata - 20 novembre 2022 PalaParenti, Santa Croce sull'Arno     | Lupi Santa Croce  | 3 - 0 | Cuneo               | 32-30, 25-20, 25-15              |
| 9ª Giornata - 27 novembre 2022 PalaCastagnaretta, Cuneo               | Cuneo             | 3 - 0 | Prata               | 25-17, 25-21, 25-21              |
| 10ª Giornata - 3 dicembre 2022 PalaCastagnaretta, Cuneo               | Cuneo             | 3 - 0 | New Mater           | 25-22, 25-20, 25-19              |
| 11ª Giornata - 8 dicembre 2022 Palasport Grottazzolina, Grottazzolina | M&G               | 3 - 0 | Cuneo               | 25-22, 25-19, 25-15              |
| 12ª Giornata - 11 dicembre 2022 PalaCastagnaretta, Cuneo              | Cuneo             | 3 - 1 | Olimpia Bergamo     | 22-25, 25-16, 25-23, 25-21       |
| 13ª Giornata - 17 dicembre 2022 PalaBigi, Reggio nell'Emilia          | Tricolore         | 3 - 1 | Cuneo               | 26-24, 25-21, 21-25, 25-22       |

#### Girone di ritorno
| 14ª Giornata - 23 dicembre 2022 PalaCastagnaretta, Cuneo             | Cuneo               | 1 - 3 | Atlantide Brescia | 18-25, 28-30, 25-20, 24-26        |
| 15ª Giornata - 7 gennaio 2023 PalaBarbazza, San Donà di Piave        | Motta               | 3 - 2 | Cuneo             | 25-20, 22-25, 24-26, 25-16, 19-17 |
| 16ª Giornata - 15 gennaio 2023 PalaCastagnaretta, Cuneo              | Cuneo               | 3 - 2 | Libertas Brianza  | 25-18, 23-25, 23-25, 25-22, 15-11 |
| 17ª Giornata - 22 gennaio 2023 Palasport Villa D'Agri, Marsicovetere | Rinascita Lagonegro | 2 - 3 | Cuneo             | 27-25, 29-31, 25-21, 23-25, 10-15 |
| 18ª Giornata - 29 gennaio 2023 PalaCosta, Ravenna                    | Porto Robur Costa   | 0 - 3 | Cuneo             | 20-25, 22-25, 23-25               |
| 19ª Giornata - 12 febbraio 2023 PalaCastagnaretta, Cuneo             | Cuneo               | 3 - 0 | Porto Viro        | 25-15, 25-16, 25-22               |
| 20ª Giornata - 19 febbraio 2023 PalaMaiata, Vibo Valentia            | Callipo             | 3 - 1 | Cuneo             | 21-25, 25-18, 25-22, 25-19        |
| 21ª Giornata - 26 febbraio 2023 PalaCastagnaretta, Cuneo             | Cuneo               | 1 - 3 | Lupi Santa Croce  | 25-23, 21-25, 22-25, 19-25        |
| 22ª Giornata - 4 marzo 2023 PalaPrata, Prata di Pordenone            | Prata               | 3 - 1 | Cuneo             | 25-14, 25-18, 18-25, 25-17        |
| 23ª Giornata - 12 marzo 2023 PalaGrotte, Castellana Grotte           | New Mater           | 3 - 0 | Cuneo             | 25-18, 25-19, 25-19               |
| 24ª Giornata - 19 marzo 2023 PalaCastagnaretta, Cuneo                | Cuneo               | 3 - 0 | M&G               | 25-19, 25-23, 25-22               |
| 25ª Giornata - 25 marzo 2023 Palazzetto dello Sport, Bergamo         | Olimpia Bergamo     | 3 - 0 | Cuneo             | 25-18, 26-24, 25-16               |
| 26ª Giornata - 2 aprile 2023 PalaCastagnaretta, Cuneo                | Cuneo               | 3 - 0 | Tricolore         | 27-25, 25-18, 26-24               |

### Coppa Italia di Serie A2
| Quarti di finale- 29 dicembre 2022 PalaMaiata, Vibo Valentia | Callipo | 3 - 0 | Cuneo | 25-15, 25-21, 25-22 |

## Statistiche

### Statistiche di squadra
| Competizione             | Punti | In casa | In casa | In casa | In trasferta | In trasferta | In trasferta | Totale | Totale | Totale |
| Competizione             | Punti | G       | V       | P       | G            | V            | P            | G      | V      | P      |
| ------------------------ | ----- | ------- | ------- | ------- | ------------ | ------------ | ------------ | ------ | ------ | ------ |
| Serie A2                 | 37    | 13      | 11      | 2       | 13           | 2            | 11           | 26     | 13     | 13     |
| Coppa Italia di Serie A2 |       | 0       | 0       | 0       | 1            | 0            | 1            | 1      | 0      | 1      |
| Totale                   | -     | 13      | 11      | 2       | 14           | 2            | 12           | 27     | 13     | 14     |

G = partite giocate; V = partite vinte; P = partite perse 

### Statistiche dei giocatori
| Giocatore     | Serie A2 | Serie A2 | Serie A2 | Serie A2 | Serie A2 | Coppa Italia di Serie A2 | Coppa Italia di Serie A2 | Coppa Italia di Serie A2 | Coppa Italia di Serie A2 | Coppa Italia di Serie A2 | Totale | Totale | Totale | Totale | Totale |
| Giocatore     | P        | PT       | AV       | MV       | BV       | P                        | PT                       | AV                       | MV                       | BV                       | P      | PT     | AV     | MV     | BV     |
| ------------- | -------- | -------- | -------- | -------- | -------- | ------------------------ | ------------------------ | ------------------------ | ------------------------ | ------------------------ | ------ | ------ | ------ | ------ | ------ |
| F. Bisotto    | 26       | 0        | 0        | 0        | 0        | 1                        | 0                        | 0                        | 0                        | 0                        | 27     | 0      | 0      | 0      | 0      |
| I. Botto      | 26       | 319      | 281      | 17       | 21       | 1                        | 8                        | 7                        | 0                        | 1                        | 27     | 327    | 288    | 17     | 22     |
| L. Cardona    | 22       | 74       | 63       | 6        | 5        | 0                        | 0                        | 0                        | 0                        | 0                        | 22     | 74     | 63     | 6      | 5      |
| L. Chiapello  | 22       | 85       | 78       | 4        | 3        | 1                        | 0                        | 0                        | 0                        | 0                        | 23     | 85     | 78     | 4      | 3      |
| L. Codarin    | 25       | 248      | 163      | 64       | 21       | 1                        | 9                        | 6                        | 2                        | 1                        | 26     | 257    | 169    | 66     | 22     |
| L. Esposito   | 13       | 0        | 0        | 0        | 0        | 0                        | 0                        | 0                        | 0                        | 0                        | 13     | 0      | 0      | 0      | 0      |
| T. Köpfli     | 9        | 10       | 8        | 2        | 0        | 0                        | 0                        | 0                        | 0                        | 0                        | 9      | 10     | 8      | 2      | 0      |
| F. Lanciani   | 23       | 17       | 7        | 4        | 6        | 1                        | 0                        | 0                        | 0                        | 0                        | 24     | 17     | 7      | 4      | 6      |
| M. Lilli      | 4        | 0        | 0        | 0        | 0        | 0                        | 0                        | 0                        | 0                        | 0                        | 4      | 0      | 0      | 0      | 0      |
| S. Parodi     | 25       | 231      | 201      | 18       | 12       | 1                        | 4                        | 2                        | 1                        | 1                        | 26     | 235    | 203    | 19     | 13     |
| M. Pedron     | 26       | 60       | 28       | 23       | 9        | 1                        | 1                        | 0                        | 0                        | 1                        | 27     | 61     | 28     | 23     | 10     |
| A. Santangelo | 24       | 363      | 318      | 20       | 25       | 1                        | 10                       | 10                       | 0                        | 0                        | 25     | 373    | 328    | 20     | 25     |
| N. Sighinolfi | 26       | 183      | 128      | 41       | 14       | 1                        | 4                        | 2                        | 2                        | 0                        | 27     | 187    | 130    | 43     | 14     |

P = presenze; PT = punti totali; AV = attacchi vincenti; MV = muri vincenti; BV = battute vincenti